# Crevette-pistolet
Taxons concernés
Dans la famille des Alpheidae
- Les genres :
  - Athanas
  - Alpheus

Le mot composé crevette-pistolet désigne plusieurs espèces de crustacés appartenant à la famille des Alpheidae, mais principalement l'espèce Alpheus dentipes. Claquée brusquement, leur énorme pince produit une violente détonation de près de 220 décibels et une forte chaleur qui peut aller jusqu'à 5 000 kelvins accompagnées d'un puissant jet d'eau, qui vont frapper, voire tuer, la proie (petit poisson ou crevette).

## Caractéristiques

### Caractéristiques physiques
Les crevettes-pistolet mesurent 3 à 5 cm. Les yeux sont protégés par la carapace, ce qui leur donne une très mauvaise vue. Elles possèdent un rostre court et non dentelé entre les deux yeux. Les deux pinces sont asymétriques, la plus grosse mesurant souvent la moitié de la taille de la crevette (trait variable selon les espèces). Cette pince sert à chasser ou à se défendre en générant une petite explosion produisant une forte chaleur et un son très puissant, souvent inaudible par l'homme mais capable de perturber les sonars. Lorsque cette grosse pince est arrachée, l'autre plus petite grossit pour la remplacer et à la place du moignon repousse une petite pince. C'est pour cela que les crevettes pistolet peuvent avoir une grosse pince à gauche ou à droite.

### La pince «pistolet»

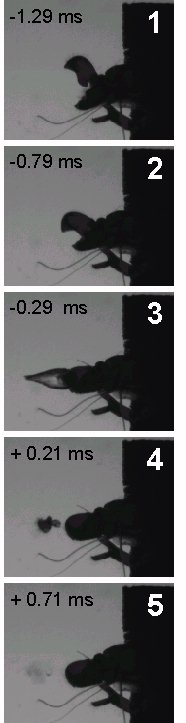
Usage de la pince comme « pistolet ».

Lorsqu'une crevette-pistolet fait claquer sa grosse pince, cela produit une bulle de cavitation hydrodynamique qui implose violemment. La température de l'eau monte alors en un bref point chaud (entre 3 000 et 5 000 kelvins,) et une détonation d'environ 220 décibels retentit. La crevette utilise cette « arme » pour stupéfier sa proie, briser sa coquille ou même la tuer. Cette pince se referme à une vitesse d'environ 20 mètres par seconde, ce qui crée un jet d'eau se propageant à plus de 30 mètres par seconde.
Ce phénomène est assez semblable à celui produit par les pattes frappeuses des crevettes-mantes, un autre groupe de crustacés marins, non apparenté et plus gros. Ce sont les militaires qui ont les premiers commencé à se renseigner sur ces invertébrés. En effet, les claquements générés par la crevette pistolet gênent le bon fonctionnement des sonars des sous-marins.

## Mode de vie

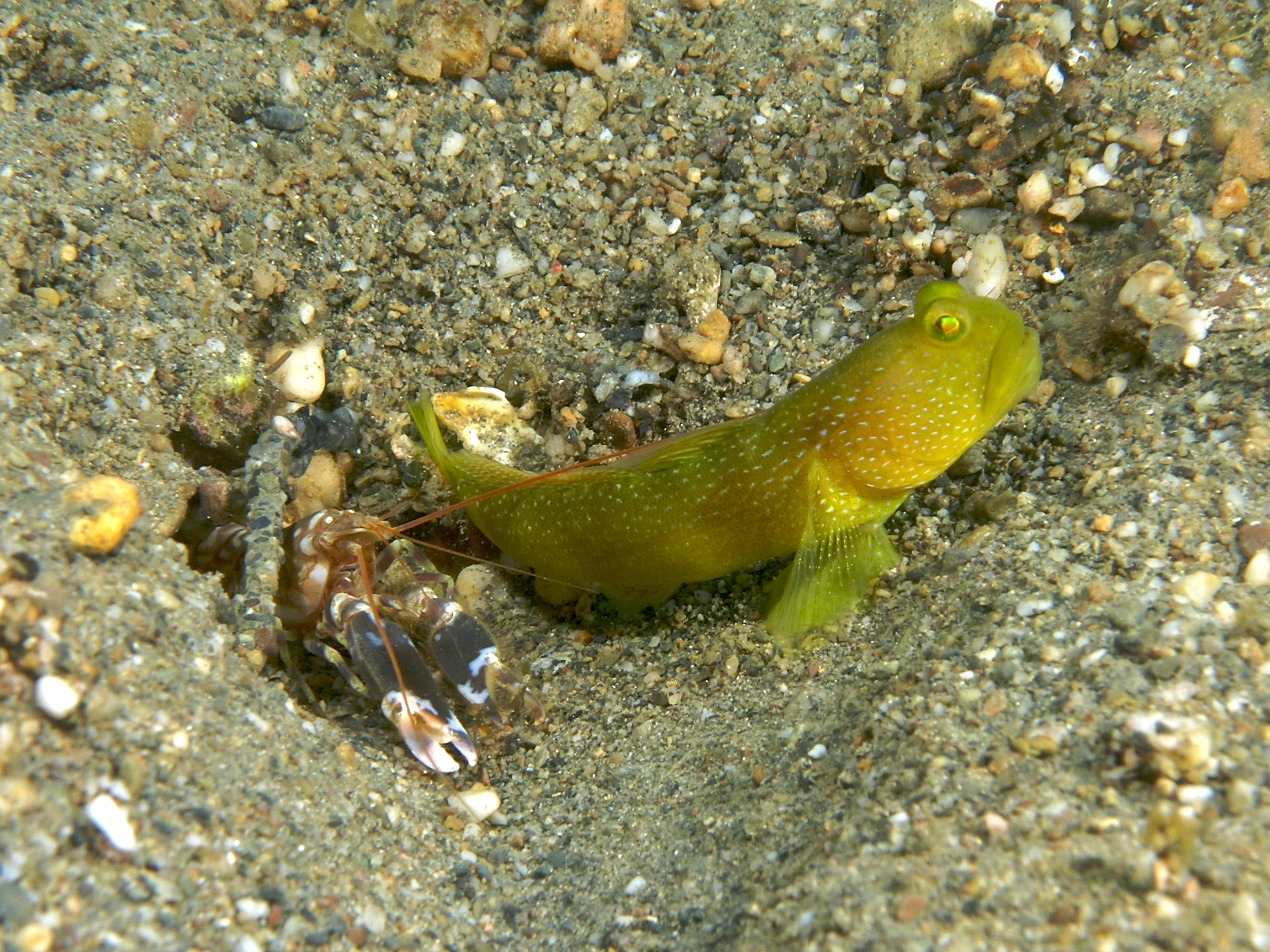
Symbiose entre la crevette qui a creusé leur cachette dans le sable et un gobie surveillant les alentours pour elle.

Les crevettes-pistolet vivent souvent dans des colonies pouvant aller jusqu'à 300 membres se regroupant dans des éponges ou des coraux. Il n'est pas rare de voir qu'une crevette pistolet partage son trou avec un gobie, un petit poisson vivant dans les fonds marins. C'est une symbiose bénéfique pour ses deux membres. En effet, le gobie ayant une meilleure vue que la crevette il monte la garde pendant que celle-ci s'occupe d'aménager le trou où ils vivront en communauté. Comme la vue de la crevette pistolet est très mauvaise, elle touche son gobie avec ses antennes en permanence afin de s'assurer de sa présence. La crevette pistolet est omnivore à tendance carnivore. Elle se nourrit de petits poissons, de crevettes à chair rose ou de petits crabes.

## Noms français et noms scientifiques correspondants
Liste alphabétique de noms vulgaires ou de noms vernaculaires attestés en français.

Note : aucune autorité ne normalise les noms vernaculaires de ces crevettes, qui sont donc susceptibles de varier selon les sources.
- Crevette-pistolet - Alpheus dentipes[10], plus rarement d'autres espèces comme Athanas nitescens[11]
- Crevette-pistolet à capuchon - Athanas nitescens[11]
- Crevette-pistolet à grosse pince - Alpheus macrocheles[11]
- Crevette-pistolet à pattes épineuses - Alpheus dentipes[11]
- Crevette-pistolet rouge - Alpheus armatus[11]
- Cardon à grande pince - Alpheus heterochaelis[12].

## Dans la culture populaire
Dans l'univers Pokémon, deux espèces, Flingouste et Gamblast (en anglais Clauncher et Clawitzer), sont inspirées de la crevette-pistolet. Elles présentent une physionomie similaire à celle de l'animal (avec une pince significativement plus grosse que l'autre), et reproduisent son mode de chasse, avec le talent « Méga Blaster ».

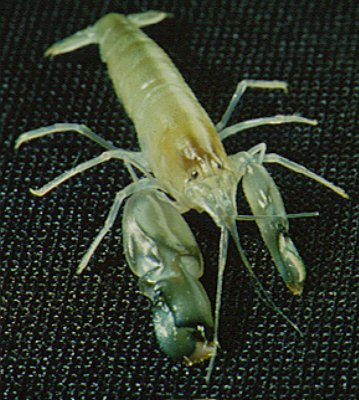
Alpheus heterochaelis
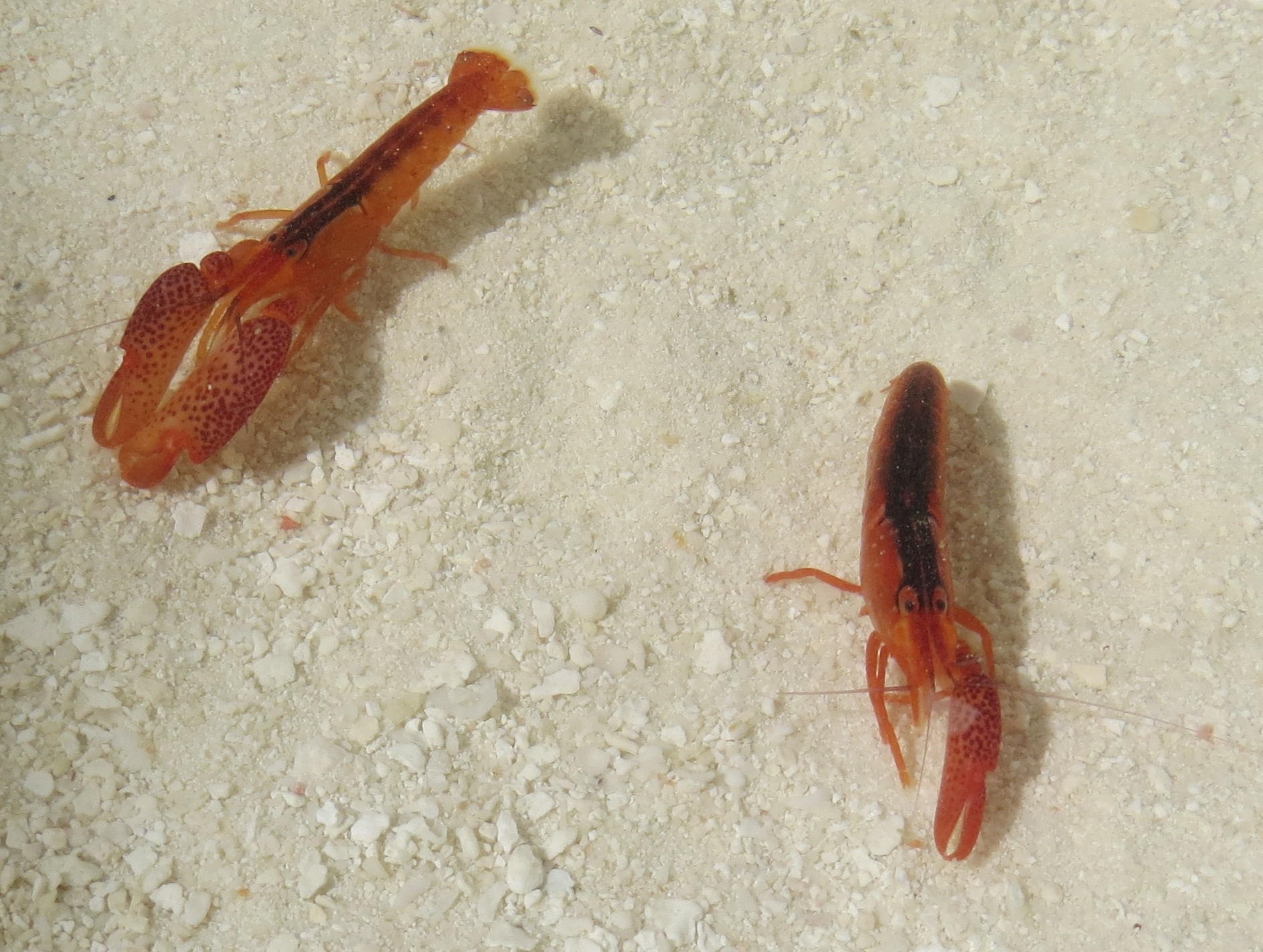
Alpheus lottini
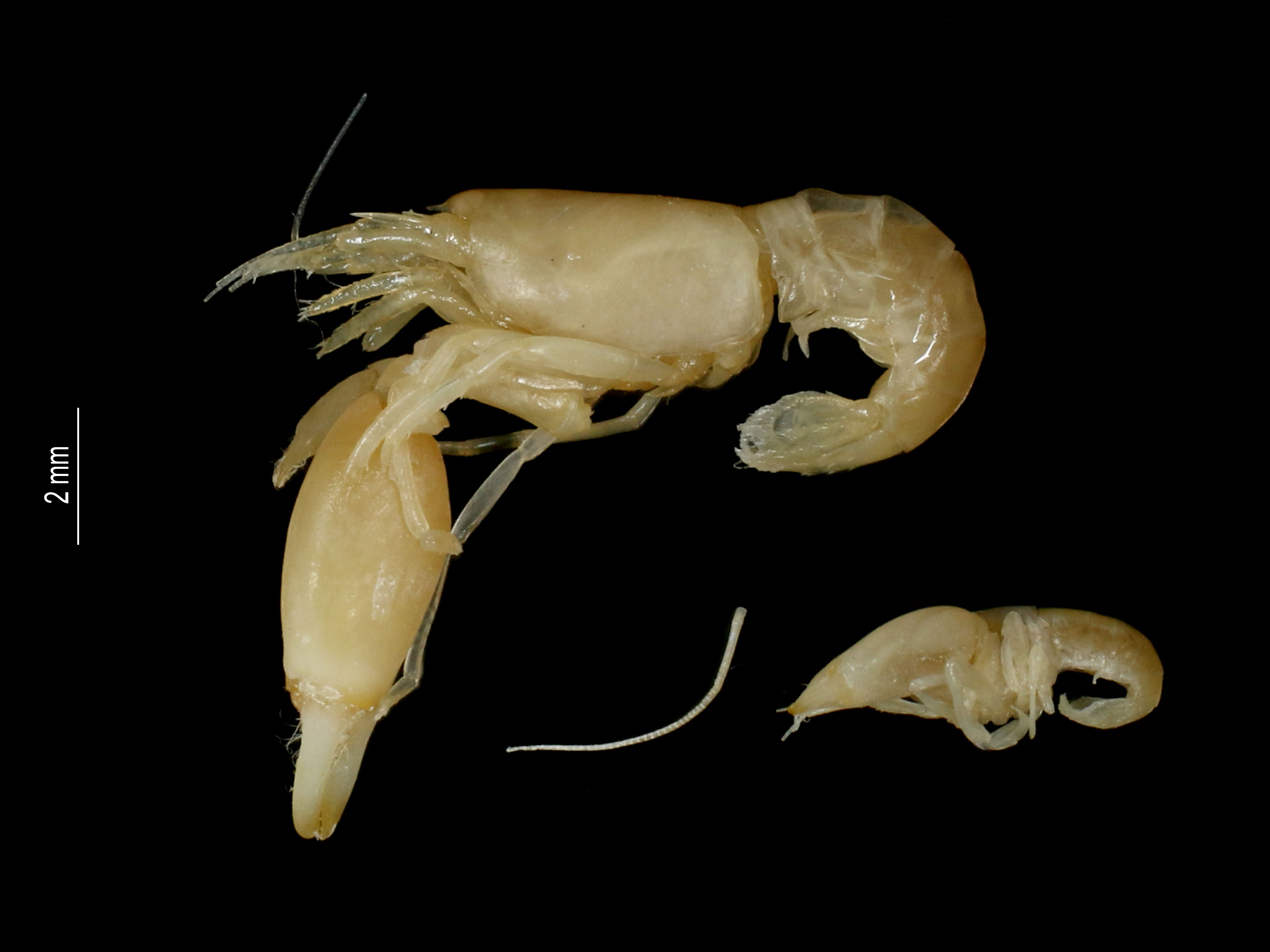
Synalpheus paraneomeris
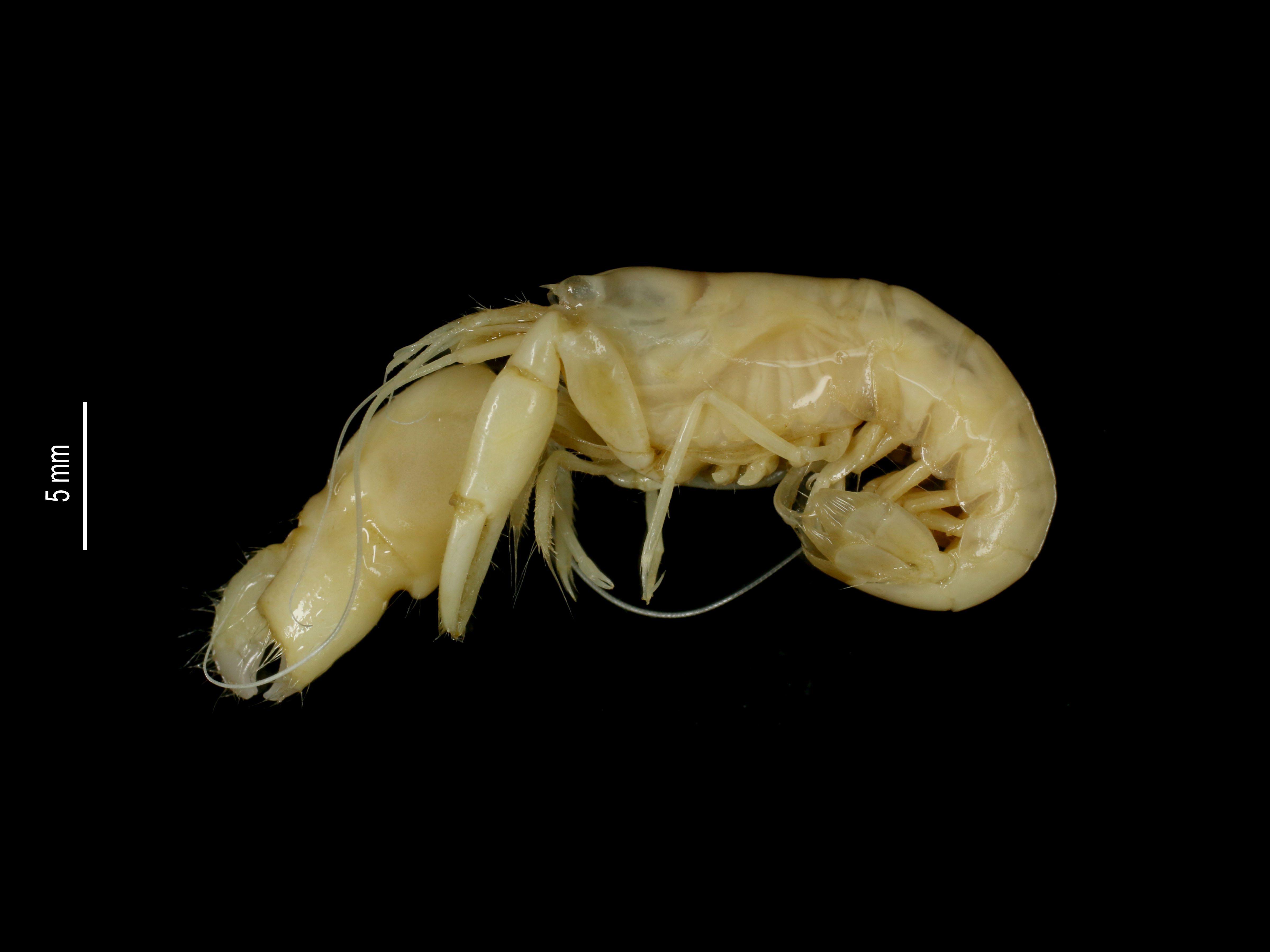
Alpheus angulosus
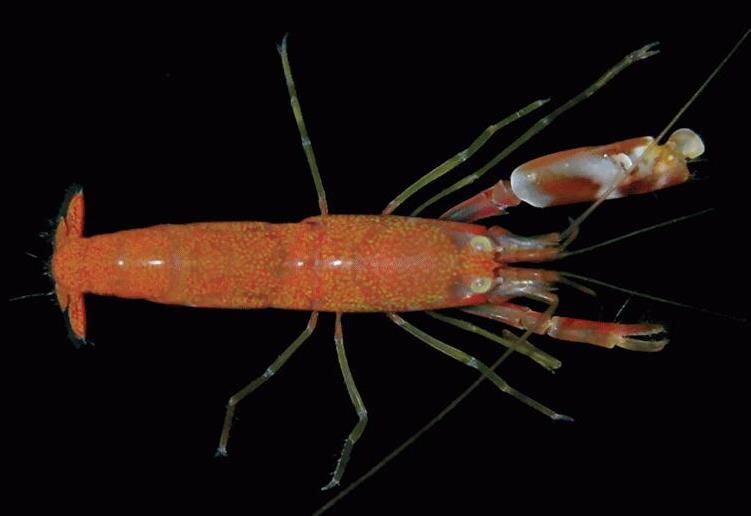
Alpheus amblyonyx
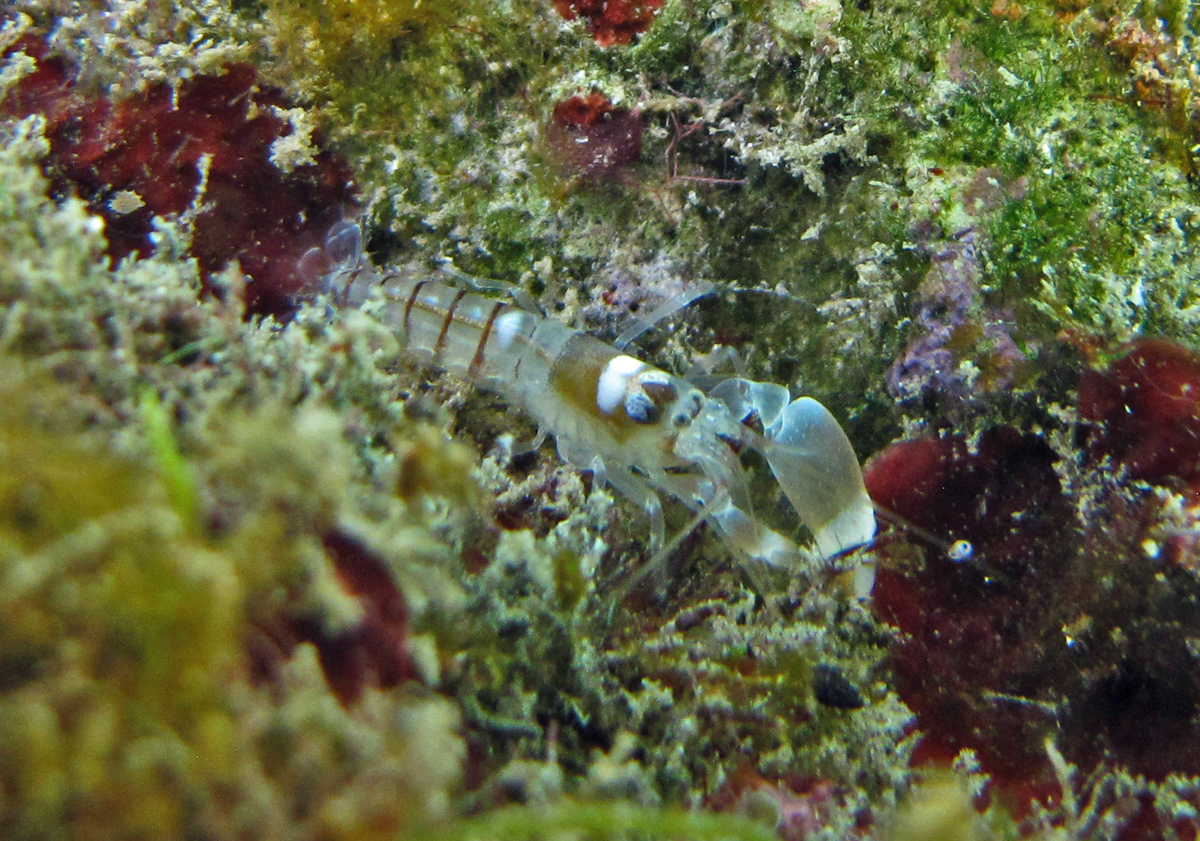
Alpheus dolerus